# SuperVista
SuperVista AG (bis 2016 brillen.de Optik AG) ist ein deutsches Unternehmen mit Sitz in Königs Wusterhausen, das international in der Augenoptik in den Bereichen Handel und Herstellung tätig ist.

## Geschichte

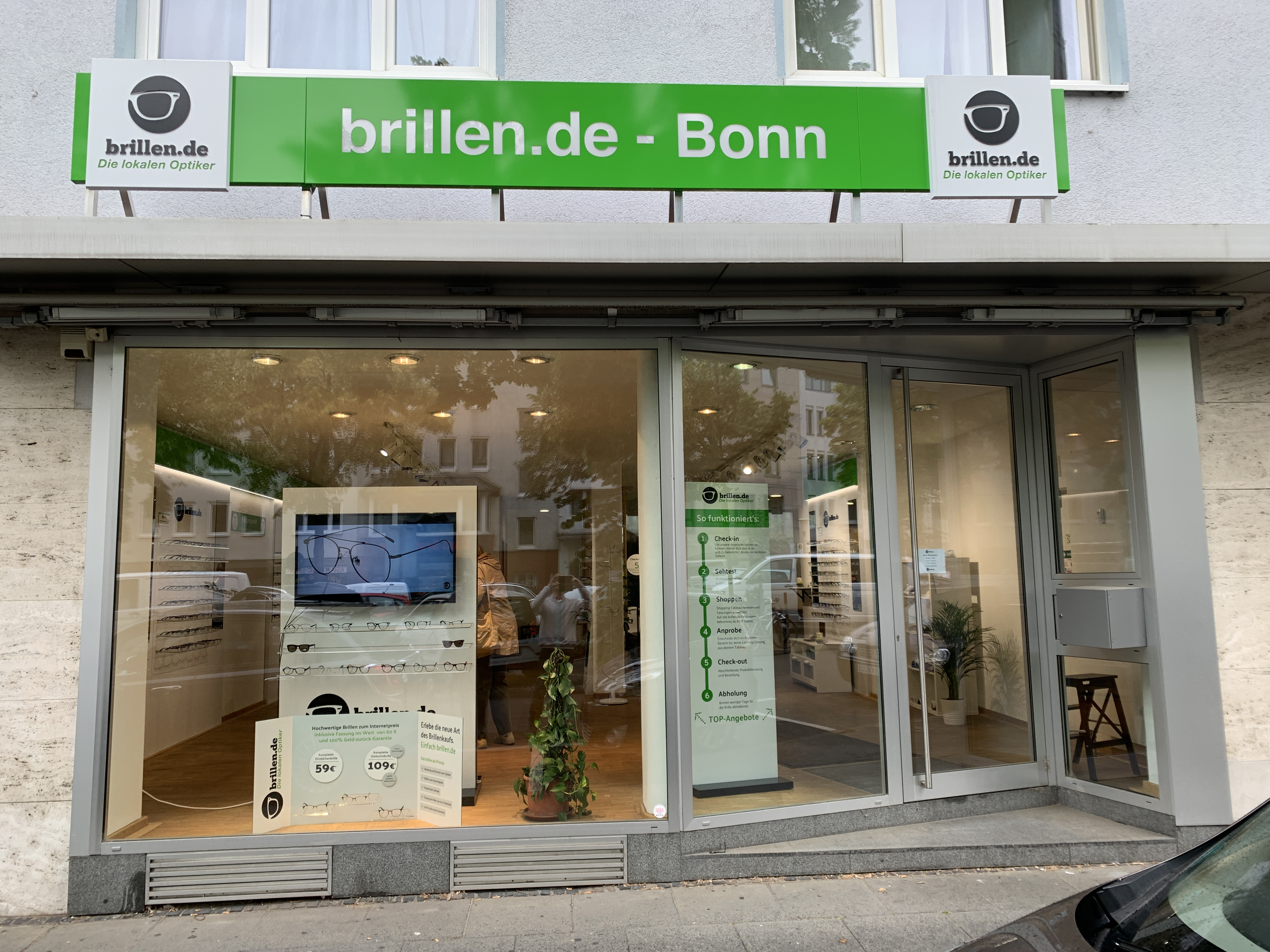
Filiale in Bonn

Matthias Kamppeter, Vorstandsvorsitzender der SuperVista, eröffnete 1997 nach seiner Ausbildung zum Augenoptiker sein erstes Optikgeschäft in Bayreuth und führte jahrelang mehrere eigene augenoptische Geschäfte. 2012 gründete er mit Daniel Thung und Marcus Seidel brillen.de Optik.
Christine Kamppeter übernahm als Diplom-Betriebswirtin den Finanzbereich.
2013 stieg Marcus Seidel aus dem Unternehmen aus. Im Folgejahr wechselte das Unternehmen den Sitz von Bayreuth nach Wildau. Im Mai trat der ehemalige geschäftsführender Gesellschafter des Kontaktlinsen-Vertriebs MPG&E Handel und Service GmbH Volker Grahl dem Vorstand bei. Von 1997 bis 2000 war er Geschäftsführer der Wöhlk-Contactlinsen GmbH und bekleidete bis 2015 die Position des Vorsitzenden des Industrieverbandes Spectaris, Fachbereich Kontaktlinse.
2016 wurde das Unternehmen in SuperVista umbenannt. Im gleichen Jahr erhielt das Unternehmen ein Investment in Höhe von 45 Millionen Euro des US-amerikanischen Unternehmens Technology Crossover Ventures, das in der Vergangenheit bereits in die Marken Spotify, Facebook und Netflix investiert hatte.
Bis Ende 2016 wurde das Geschäftsmodell mit den Tochtergesellschaften SuperVista Austria, gafas en red de opticas, Specsfactory Germany und occhiali24.it auf Österreich, Spanien, Großbritannien und Italien ausgeweitet und SuperVista verzeichnete einen Umsatz von knapp 60 Millionen Euro europaweit mit 900 Partneroptikern. Im Vorjahr waren es 29,4 Millionen Euro.
2018 wurde der Sitz von Wildau nach Schönefeld (bei Berlin) verlegt.
Das Unternehmen ist seit 2019 auch mit den Konzerntöchtern SuperVista Poland und SuperVista North America in Polen und den USA vertreten. Insgesamt setzte der Konzern 2019 rund 118 Millionen Euro um.
Seit Dezember 2021 hat das Unternehmen seinen Sitz in Königs Wusterhausen.
Im August 2024 konnten durch eine Fehlkonfiguration eines Webservers die Daten von etwa 3,5 Mio. Kunden öffentlich eingesehen werden. Ob die Daten missbräuchlich entwendet wurden, ist derzeit unklar.

## Konzept
SuperVista produziert Brillen im Einstärken- und Gleitsichtbereich in einer eigenen Produktionsstätte in Shanghai und vermarktet diese an Endkunden.
Das Geschäftsmodell basiert auf einer Verbindung von Online- und Offline-Service: Auf seiner Webseite bietet das Multichannel-Unternehmen Brillen in verschiedenen Kategorien an, die Kunden über einen Termin als Angebot bei einem der weltweit rund 1.600 Partner-Optiker oder einen der über 150 direkt vom Unternehmen betriebenen Geschäfte buchen können. In den Geschäften erhalten sie vor Ort einen Sehtest und haben die Möglichkeit, die Fassungen anzuprobieren.
2021 führte SuperVista den kontaktlosen Sehtest und voll digitalisierten Augenoptikergeschäfte, so genannte Digital Service Hubs, ein. Ebenso mit den Mini Digital Service Hubs auch volldigitalisierte Pop-up-Stores in Einkaufszentren.